# Rudolf Virchow
Rudolf Ludwig Karl Virchow (en allemand : /ˈʁuːdɔlf ˈvɪʁ.çoː/ ), né le 13 octobre 1821 à Schivelbein (aujourd'hui Świdwin), en province de Poméranie – mort le 5 septembre 1902 à Berlin, est un médecin pathologiste et homme politique prussien, considéré comme l'un des fondateurs de l'anatomie pathologique moderne. Il effectua l'essentiel de sa carrière à l'hôpital de la Charité de Berlin, se faisant le promoteur d'une médecine strictement orientée vers les sciences naturelles. En tant qu'homme politique, il fut l'un des représentants du Parti progressiste allemand.

## Biographie
Il fit ses études à la Pépinière de Berlin, surnom donné à l'académie de médecine militaire de la capitale de Prusse, où il était boursier et fut l'élève de Johann Schönlein. Après avoir terminé ses études de médecine, il passa un doctorat de pathologie en 1843, avec une thèse intitulée De rheumate praesertim corneae soutenue à l'hôpital universitaire de la Charité de Berlin. Ensuite, il travailla au service de dissection de l'hôpital de la Charité. En 1848, il participa activement à la révolution de Mars, ce qui rendit intenable sa situation à Berlin et le força à accepter un poste à l’université de Wurtzbourg. D'autres universités, dont l’ETH (Eidgenössische Technische Hochschule) de Zurich, lui avaient par ailleurs proposé une chaire.

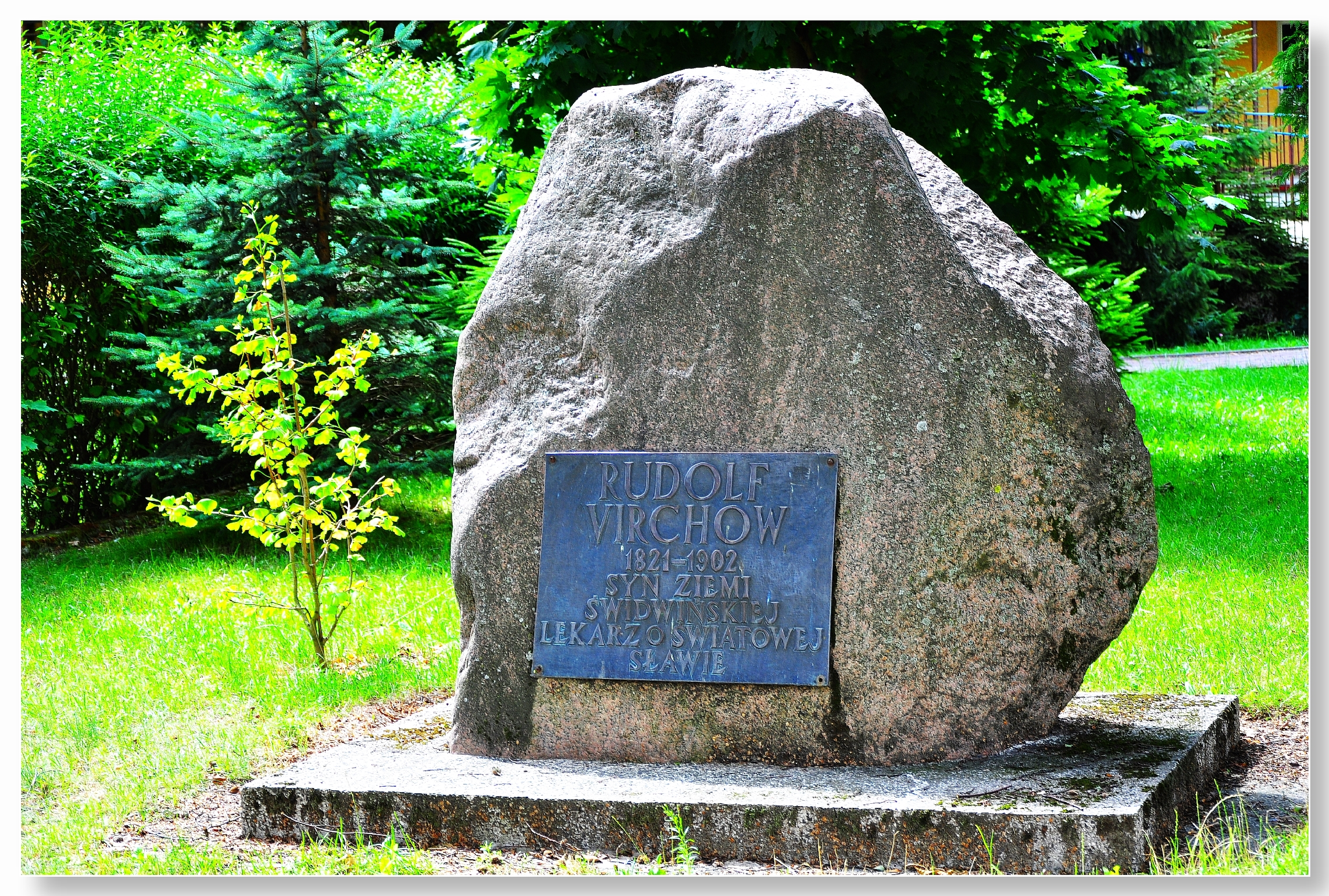
Mémorial de Rudolf Virchow dans sa ville natale Świdwin.

Virchow enseigna à partir de 1849 à l'université de Wurtzbourg. En 1855, il suggère que « toute cellule provient d'une autre cellule ». En 1856, il revint à Berlin et prit en charge la chaire de professeur ordinaire de pathologie nouvellement créée en même temps qu'il retrouvait son ancienne position au service de dissection de la Charité où il devait rester 46 ans jusqu'à sa mort. Il développa la collection pathologique anatomique existante et, dès 1899, celle-ci pouvait être visitée par le public au musée pathologique nouvellement construit. C'est aujourd'hui le musée historique de médecine de Berlin à l'hôpital de la Charité.
En 1858, il publia sa théorie de la pathologie cellulaire d'après laquelle les maladies ont leurs origines dans des altérations des cellules du corps. Elle lui fut inspirée par les recherches menées précédemment à Wurtzbourg selon lesquelles toutes les cellules proviennent elles-mêmes de cellules et non, comme on le croyait jusque-là, d'un mucus souche,. Cette découverte lui apporta une renommée mondiale. En outre, il travaillait comme historien de la médecine et publiait beaucoup et dans diverses revues. Jusqu'à sa mort il visita régulièrement le solarium de Bad Durkheim, promis au plus bel avenir, pour y suivre une cure de raisin (cure uvale) et se lia d'amitié avec le médecin de l'arrondissement, le docteur Philipp Veit Kaufmann (1758-1838).
En sautant, rue de Leipzig, du tramway encore en marche qui l'amenait à une réunion de la Société de Géologie, le 4 janvier 1902, Virchow se brisa le col du fémur. Malgré un début de rétablissement encourageant à Tœplitz-Schönau, où il prenait les eaux en mai 1902, sa santé se mit à péricliter,, et dans sa livraison du 11 août 1902, la Neue Preußische (Kreuz-)Zeitung faisait état de cette aggravation. Il mourut à Berlin huit mois après son accident, le 5 septembre 1902 à 13 h. Son monument funéraire se trouve dans le vieux cimetière Saint-Matthieu à Berlin-Schöneberg. Un mémorial a été dressé près de sa maison familiale, au centre de Świdwin (Pologne).

### Conceptions religieuses
Virchow était de culture protestante, mais en public, il ne se gênait pas pour critiquer l’Église. Pour lui, cependant, la foi était une expression du libre-arbitre de l’homme : on ne saurait donc compter Virchow comme un athée, car pour lui, la religion faisait partie de l’existence humaine et devait être tolérée. On lui a souvent prêté ces paroles : « Des milliers de cadavres disséqués, sans trouver trace de l’âme humaine », mais le 22 février 1877, devant la Chambre des représentants de Prusse, il s’est défendu d’avoir dit une chose pareille. Après ses funérailles, une dispute enflamma les rangs de l’Église protestante sur la question de savoir s’il était permis de s’occuper de quelqu’un qui était « sans aucun doute damné selon les conceptions religieuses » et de lui accorder une sépulture chrétienne. Le 9 septembre, lors du service funéraire, des milliers de personnes en deuil s’étaient rassemblées pour le cortège funèbre qui le conduisit de la mairie au cimetière pour lui rendre un dernier hommage.

### Médecine et question sociale
Rudolf Virchow souhaitait également que l'on considère attentivement l'état médical de la population. « La Médecine est une science sociale, et la politique n'est rien de plus que la médecine pratiquée en grand ». C'est à Virchow que l'on doit la création des premiers hôpitaux communaux à Berlin, comme à Friedrichshain (1874), à Moabit (1875, fermé depuis), sans oublier la clinique Am Urban (1890). Des parcs et de terrains de jeux devaient également améliorer la situation du prolétariat urbain.

### Hygiène et prévention des maladies
Virchow fut l'un des porte-paroles de l'hygiénisme dans le monde germanophone ; en cette qualité il conseillait les gouvernements allemands et étrangers lors des épidémies. Il s'occupa de rendre la recherche de la trichine obligatoire en Prusse.
L'assemblée des naturalistes et des médecins allemands se consacra à la question des eaux usées lors de la conférence de Dresde en 1868. Virchow était partisan du drainage par des égouts, contrairement à Georg Varrentrap, médecin à Francfort qui se prononçait pour la collecte et le réemploi comme engrais. L'association de James Hobrecht et Virchow, dès 1869, fut décisive dans l'aménagement à Berlin d’un tout-à-l'égout et d’un approvisionnement en eau potable dès les années 1870. Le drainage de la ville se fit par douze systèmes radiaux indépendants qui menaient vers des champs d’épandage en dehors de la ville : c’était la solution la plus convenable à l'époque pour l'élimination des eaux usées.

### Homme politique

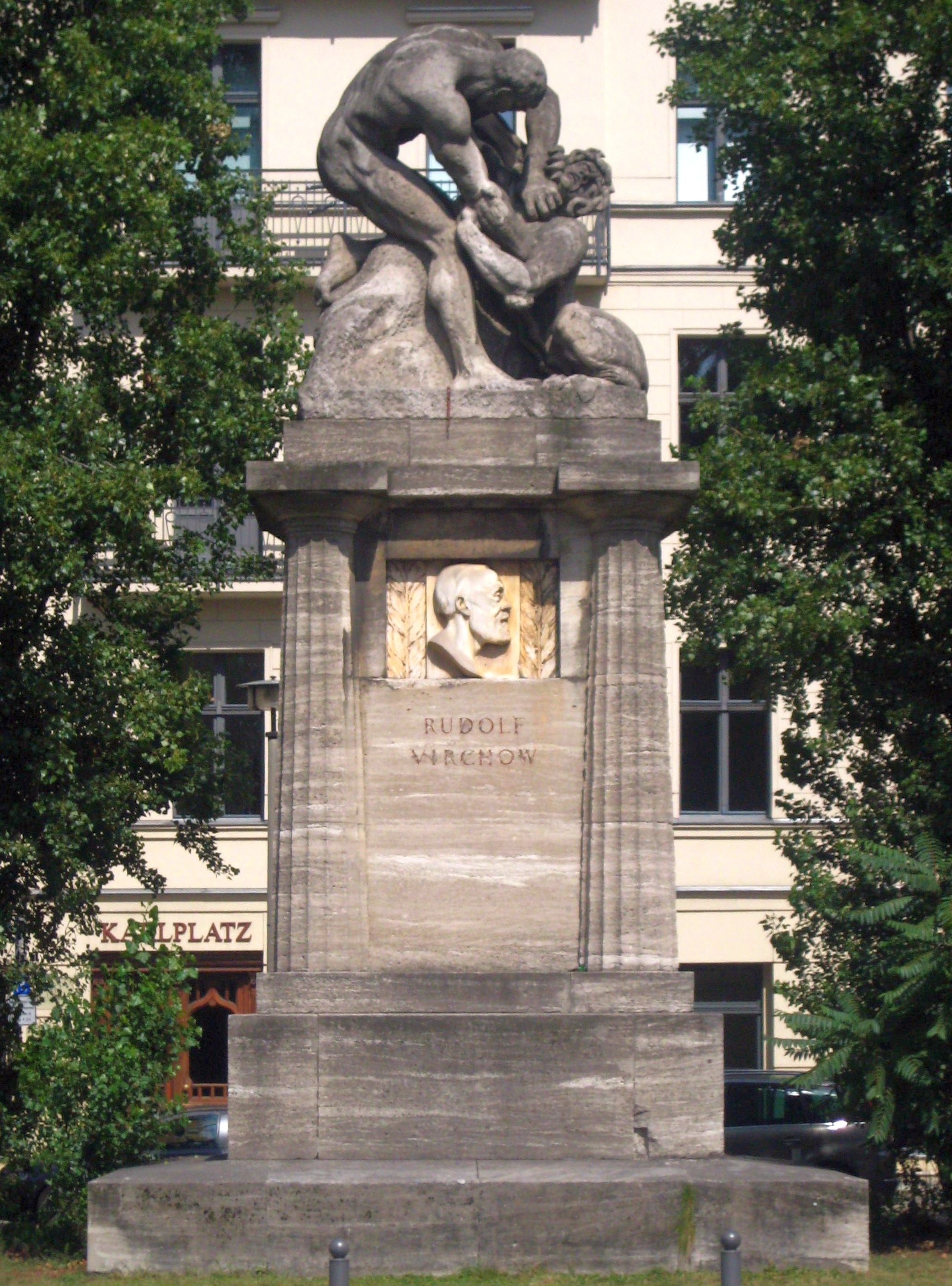
Monument de Virchow (œuvre de Fritz Klimsch) à Berlin sur la Karlplatz.

Virchow participa à la révolution de mars 1848. En 1861, il fut membre fondateur et président du Parti progressiste allemand. Son but était « la liberté, avec ses filles : l'éducation et le bien-être ». Il plaidait pour une société libérale et une médecine sociale qui devaient être les conséquences des progrès dans les sciences de la nature.
De 1861 jusqu'à 1902, il fut membre du conseil municipal de Berlin, où il travailla pour la construction d'hôpitaux, de marchés couverts et d'un abattoir conforme aux règles de l'hygiène (en 1881 fut construit le parc à bestiaux central). Son projet le plus important fut la planification d'un tout-à-l'égout moderne pour la ville.
De 1862 à 1902, il appartint à la chambre des députés de Prusse. En 1869, il demanda qu'on restreignît les dépenses militaires de la Confédération d'Allemagne du Nord, qu'on travaillât au désarmement général avec règlement des conflits par des arbitrages internationaux et qu'on créât les États-Unis de l'Europe.
En même temps, de 1880 jusqu'à 1893, Virchow était membre du Reichstag où il œuvra surtout pour que l'État prît soin officiellement de la santé. En politique il était l'adversaire résolu de Bismarck, qui le provoqua même en duel (mais le duel n'eut jamais lieu). Il lutta pour l'autonomie administrative des communes et pour les droits des minorités, parmi lesquelles les Polonais, très nombreux en Prusse ; et il combattit de façon résolue les tendances antisémites. Adversaire du colonialisme, il soutenait que les Européens ne pouvaient s'adapter aux climats tropicaux.

### Archéologue
Ses centres d'intérêt étaient nombreux : il s'occupait aussi de questions d'anthropologie, d'ethnologie et d'archéologie. Il était l'ami et le protecteur d'Heinrich Schliemann (1822-1890). Avec Adolf Bastian (1826-1905) et R. Hartmann, il fonda en novembre 1869 la Société berlinoise d'anthropologie, plus tard rebaptisée Société berlinoise d'anthropologie, d'ethnologie et de préhistoire ; la fondation de la Société allemande pour l'anthropologie, l'ethnologie et la préhistoire suivit en 1870. Il fut le premier à distinguer entre la céramique slave (de type rempart de château-fort) et celle de l'âge de bronze (de type lusacien) et il encouragea ainsi la recherche sur les remparts des châteaux-forts.
Il fut associé à la fondation de plusieurs musées de Berlin, entre autres le musée de la Marche de Brandebourg (Märkisches Museum) et le Musée ethnologique situé à Dahlem. C'est grâce à lui qu'Heinrich Schliemann a laissé à la ville de Berlin sa collection découverte à Troie.

### Erreurs scientifiques
Du fait qu'elle semblait contredire sa pathologie cellulaire, il était très sceptique face à la microbiologie qui prétendait expliquer les causes des maladies. Il regardait la théorie de l'évolution de Darwin comme une intéressante construction de l'esprit, mais elle ne le passionnait pas.
En 1874, il écrivait que la Préhistoire n'avait jamais été une spécialité et ne le deviendrait sans doute jamais. Virchow combattit l'ancienneté de l'homme de Néandertal : il n'y voyait qu'un cas pathologique récent et jusqu'à sa mort refusa d'admettre qu'il pût s'agir d'un homme préhistorique : s'il ne se trompait pas quant à la nature des pathologies détectées sur le spécimen étudié, il n'avait pas classifié l'homme de Néandertal comme appartenant à une espèce différente d’Homo sapiens.
Ainsi que beaucoup d'autres représentants de l'establishment médical, Virchow ne croyait nullement à la relation établie par Ignace Semmelweis entre les dissections pratiquées par les accoucheurs et la fièvre puerpérale.
Virchow pensait également que la formation des follicules de De Graaf était contrôlée par le système nerveux.

## Honneurs
Il a reçu le titre de docteur honoris causa de l'université Jagellonne de Cracovie en 1900.
L'astéroïde (13084) Virchow porte son nom.

## Dans les arts et la culture

### Filmographie

#### Télévision
- 2017 : Ernst Stötzner le joue dans Charité.

### Philatélie
Il est commémoré par une émission philatélique en Allemagne de l'est (RDA), zone d'occupation soviétique, en 1953, sur des timbres de 16 et 25 pfennig.
Ce timbre date en réalité de 1948 en zone d'occupation soviétique et réédité en 1953. Rudolf Virchow a également été commémoré par la poste de Berlin-Ouest en 1952-1953 par un timbre de 15 pfennigs.